# Barbara Pepper

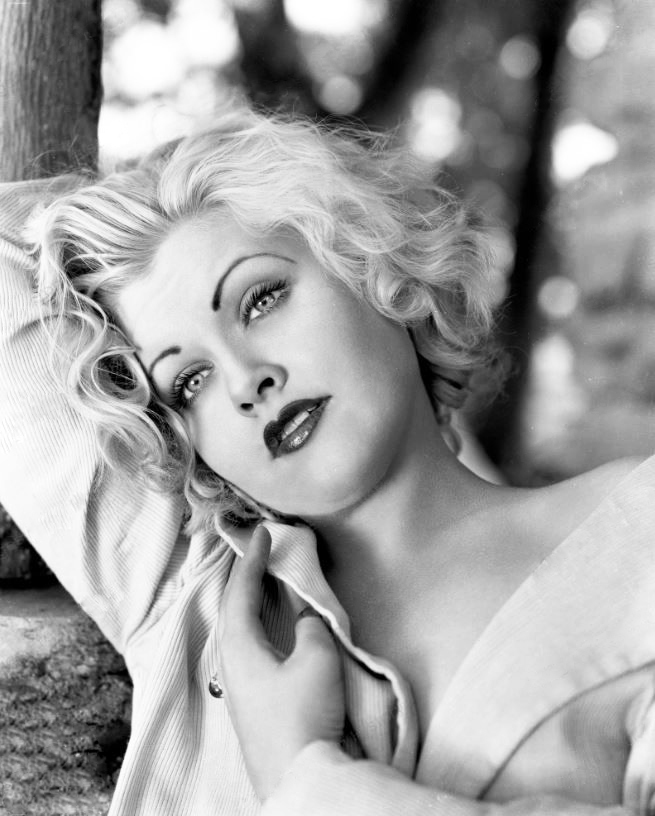
Barbara Pepper.

Barbara Pepper, född 31 maj 1915 i New York, död 18 juli 1969 i Panorama City, Kalifornien, var en amerikansk skådespelare. Pepper filmdebuterade som statist 1933 och medverkade i över 100 Hollywoodfilmer, ofta i mindre roller som vackra men talföra och något hårdkokta kvinnor. Hon gästspelade i många kända amerikanska TV-serier under 1950-talet och 1960-talet. Mot slutet av karriären hade hon en återkommande roll i TV-serien Green Acres där hon 1965-68 spelade Doris Ziffel.
Pepper ligger begravd på Hollywood Forever Cemetery.

## Filmografi, urval
- 1934 – Vårt dagliga bröd
- 1935 – Anna Karenina (ej krediterad)
- 1936 – Under New Yorks broar
- 1936 – Teaterbåten (ej krediterad)
- 1938 – Kärleksduetten (ej krediterad)
- 1939 – De gjorde mig till brottsling
- 1939 – En brottslings hedersord
- 1939 – Kvinnorna (ej krediterad)
- 1939 – Ungkarlsmamman (ej krediterad)
- 1940 – Utrikeskorrespondenten
- 1940 – Frank James hämnd
- 1941 – En kvinna bland män
- 1941 – Ljuset bortom dimman (ej krediterad)
- 1944 – Med list och lust (ej krediterad)
- 1944 – Omslagsflickan (ej krediterad)
- 1945 – En stackars miljonär (ej krediterad)
- 1945 – Om tankar kunde döda (ej krediterad)
- 1948 – Ormgropen (ej krediterad)
- 1949 – Tomtar på loftet (ej krediterad)
- 1954 – En stjärna föds (ej krediterad)
- 1958 – Min fantastiska tant (ej krediterad)
- 1962 – Alla tiders lustigkurre
- 1963 – En ding, ding, ding, ding värld (ej krediterad)
- 1963 – Ett väntande barn (ej krediterad)
- 1964 – Kyss mej dumbom
- 1964 – My Fair Lady (ej krediterad)